# فتق المستقيم
ينتج فتق المستقيم أو القيلة المستقيمية أو العفل (بالإنجليزية: Rectocele) (ريكتسييل /ˈrɛktəsiːl/) عن قطع أو تمزق في الحاجز المستقيمي المهبلي (الذي هو عادة حاجز قوي ليفي، يشبه الورقة بين المستقيم والمهبل). وتبرز أنسجة المستقيم من خلال هذا القطع في المهبل كفتق. وهناك سببان رئيسيان لهذا القطع هما: الولادة واستئصال الرحم.
وعلى الرغم من أن هذا المصطلح ينطبق عادة على ظاهرة فتق المستقيم في المهبل في الإناث، قد يعاني الذكور من حالة تسمى كذلك أيضًا. القيلة المستقيمية في الرجال غير شائعة، وعادة ما يكون النتوء إلى الوراء بدلا من الأمام، كما توفر غدة البروستاتا الدعم الهيكلي الأمامي في الرجال. ويبدو أن استئصال البروستاتا يرتبط مع القيلة المستقيمية في الرجال.

## الأعراض
قد تسبب الحالات البسيطة الشعور بالضغط أو النتوء داخل المهبل، والشعور في بعض الأحيان أن المستقيم لم يتم تفريغه تماما بعد حركة الأمعاء.
وقد تنطوي الحالات المعتدلة على صعوبة في تمرير البراز (لأن محاولة التفريغ تدفع البراز إلى القيلة المستقيمية بدلا من الخروج من فتحة الشرج)، أو عدم الراحة، أو الألم أثناء الاستفراغ، والجماع، والإمساك، والإحساس العام بأن شيئا ما «ساقط» داخل الحوض.
وقد تسبب الحالات الشديدة النزيف المهبلي، وسلس البراز المتقطع، أو حتى تدلي الانتفاخ من خلال فم المهبل، أو تدلي المستقيم من خلال فتحة الشرج. ويساعد استخدام الإصبع في التفريغ، أوالدفع اليدوي على الجدار الخلفي للمهبل على المساعدة في حركة الأمعاء في معظم حالات القيلة المستقيمية. كما يمكن أن تكون القيلة المستقيمية سبب أعراض عرقلة التبرز.

## الأسباب
يمكن أن تنتج القيلة المستقيمية عن عوامل كثيرة، ولكن الأكثر شيوعا هو الولادة، وخاصة مع الأطفال الأكثر من تسعة أرطال في الوزن، أو مع الولادة السريعة. استخدام ملقط الولادة هو على الأرجح علامة للإصابة المهبلية أكثر من أن هناك سبب مباشر للقطع. ويلعب بضع المهبل أو القطع المهبلي السفلي دورًا ضئيلا في تشكيل قيلة المثانة، ولكنه سبب مهم في القيلة المستقيمية. ويزداد الخطر مع زيادة عدد الولادات المهبلية، على الرغم من أنه يمكن أن يحدث أيضًا في النساء اللواتي لم يسبق لهن ولادة أطفال.
ويمكن أن يكون استئصال الرحم أو جراحات الحوض الأخرى سببًا أيضًا، وكذلك الإمساك المزمن والإجهاد لتمرير حركات الأمعاء. وهو أكثر شيوعا لدى النساء الأكبر سنا منه في الأصغر سنا؛ حيث أن مستوى هرمون الاستروجين الذي يساعد على الحفاظ على أنسجة الحوض المرنة ينخفض بعد سن اليأس.

## العلاج
يعتمد العلاج على شدة المشكلة، ويمكن أن يشمل أساليب غير جراحية، مثل التغيرات في النظام الغذائي (زيادة تناول الألياف والمياه)، وتمارين قاع الحوض مثل تمارين كيجل، واستخدام ملينات البراز، والعلاج بالهرمونات البديلة لمرحلة ما بعد انقطاع الطمث في النساء، وإدخال فرزجة في المهبل. ويساعد النظام الغذائي الغني بالألياف، والذي يتكون من 25-30 غراما من الألياف يوميًا، فضلا عن زيادة كمية المياه (عادة 6-8 نظارات يوميا)، على تجنب الإمساك والإجهاد مع حركات الأمعاء، ويمكن أن يخفف من أعراض فتق المستقيم.
يجب اللجوء إلى الجراحة لإصلاح فتق المستقيم فقط عندما تستمر الأعراض على الرغم من استخدام العلاج غير الجراحي، وتكون كبيرة بما فيه الكفاية بحيث تتداخل مع أنشطة الحياة اليومية. وعادة ما يتم ذلك عن طريق الرفو الخلفي للمهبل (posterior colporrhaphy)، الذي ينطوي على خياطة الأنسجة المهبلية. وقد تشمل الجراحة أيضًا إدراج شبكة داعمة. كما أن هناك تقنيات جراحية تهدف إلى إصلاح أو تعزيز الحاجز المستقيمي المهبلي، بدلا من الاستئصال البسيط أو التقطيع من الجلد المهبلي الذي لا يوفر أي دعم. ويستطيع كل من أطباء أمراض النساء وجراحي القولون والمستقيم معالجة هذه المشكلة. وتشمل المضاعفات المحتملة للتصحيح الجراحي للقيلة المستقيمية النزف، والعدوى، وعسر الجماع (ألم أثناء الجماع)، فضلا عن تكرار أو حتى تفاقم أعراض المستقيم. ولا ينبغي استخدام الطعوم الاصطناعية أو البيولوجية في إصلاحات فتق المستقيم.

## روابط خارجية
- Rectocele details, description, video (in Russia)